# Sedán (Ardenas)
Sedán (en francés: Sedan, pronunciado [sə.ˈd̪ɑ̃]) es una ciudad y municipio (o comuna) francesa, subprefectura del departamento de las Ardenas, en la región del Gran Este. Forma parte de la conurbación de Ardenne Métropole.
La ciudad entra en la Historia en el siglo XV al convertirse en feudo de los La Marck. Posteriormente fue sede de un principado incorporado al reino de Francia a partir de 1642. En los siglos XVIII y XIX, Sedán fue uno de los mayores centros de la industria textil y del encaje tanto de Francia como de Europa. Más tarde fue teatro de tres grandes conflictos bélicos en 1870, 1914 y 1940.

## Geografía

### Localización
La ciudad de Sedán se encuentra al norte del departamento de Las Ardenas, 19 km al este de Charleville-Mézières y 18 km al oeste de Bouillon, Bélgica.
La ciudad se sitúa en el centro de grandes ejes de comunicaciones y en la zona más poblada de Europa (la diagonal Londres-Milán). La ciudad de Reims está a 98 km, Metz, a 150 km y las tres grandes ciudades belgas más cercanas son Charleroi, a 105 km, Lieja, a 150 km y Bruselas, a 170 km.
El río Mosa atraviesa Sedán y forma un meandro que rodea un espolón rocoso en el que se construyó el castillo medieval, que domina el valle del río.

### Clima
El clima de Sedán es oceánico, templado cálido. Durante todo el año se producen fuertes precipitaciones de lluvia en forma de chubascos y esto incluso durante los meses más secos, en que las precipitaciones son bastante abundantes. Según la clasificación de Köppen y Geiger, el clima es Cfb. A lo largo del año, la temperatura media en Sedán es de 9.7 °C. La media de las precipitaciones anuales es de 899 mm.

## Vías de comunicación y transportes
A Sedán llegan directamente:
- la autopista gratuita A203 (o E44-E46), que lleva de Charleville-Mézières a Bélgica y que recibe también el nombre de A34 rama este, ya que prolonga la A34, que une Reims con Charleville-Mézières. A la ciudad se llega por dos salidas: la salida 4, Frénois-Sedan Centre, y la salida 3, Balan, Sedan/Château;
- por tren, el TER Champagne-Ardenne y el TGV desde París;
- la vía fluvial por el Mosa con un embarcadero donde se puede amarrar de abril a septiembre, o el cercano canal de las Ardenas.

## Demografía[1]y urbanización
De acuerdo con los datos del Insee, la población de la ciudad de Sedán era de 19 219 habitantes en el censo de población del 1 de enero de 2008 (población municipal).
Al ser la superficie del municipio de 1 628 hectáreas, la densidad de población asciende a 1 180 habitantes por km², lo que la convierte en la segunda ciudad en densidad del departamento de las Ardenas, después de Charleville-Mézières, sede de la prefectura del departamento.
En 2008, la aglomeración urbana de Sedán, que abarca siete municipios o comunas, contaba con 27 485 habitantes y ocupaba el segundo puesto del departamento, después de Charleville-Mézières; su área urbana, incluidos los municipios periféricos situados en la zona de gran influencia de la ciudad, contaba con 42 909 habitantes.
Todas estas cifras hacen de Sedán no solo la segunda ciudad en población del departamento de las Ardenas, sino también la segunda aglomeración urbana del departamento. Y lo mismo puede decirse de su área urbana. 
Dentro de la región, Sedán ocupa el octavo puesto de la antigua región de Champaña-Ardenas (antigua región hoy incluida en la región de Gran Este) si nos referimos a la ciudad intramuros, el séptimo si nos referimos a la aglomeración urbana y también el octavo en cuanto a área urbana. 
| 12 033 | 10 634 | 10 838 | 12 123 | 15 585 | 14 536 | 14 635 | 16 759 | lac. | lac. | 13 793 | 14 039 | 16 593 | 19 556 | 19 306 | 20 292 | 20 163 | 19 349 | 19 599 | 19 516 | 17 509 | 18 298 | 18 908 | 18 559 | 13 514 | 17 637 | 20 336 | 23 037 | 23 995 | 23 477 | 21 667 | 20 548 | 19 934 |
| Para los censos de 1962 a 1999 la población legal corresponde a la población sin duplicidades (Fuente: INSEE [Consultar]) |        |        |        |        |        |        |        |      |      |        |        |        |        |        |        |        |        |        |        |        |        |        |        |        |        |        |        |        |        |        |        |        |

## Historia

### Edad Media
En el emplazamiento de Sedán se ha documentado la existencia de una villa (explotación agraria) en 997. En latín medieval se llamó Villa Sedensi, derivado, probablemente, de Sedenna, tal vez basado en el galo set–, largo, y el sufijo –enna.
En 1424, Evrard III de La Marck, señor de Neufchâteau, obtuvo, como dote tardía, Sedán-Balan-Bazeilles, un señorío menor. Évrard III era originario de Eifel y poseedor de grandes dominios. Salió reforzado de la Guerra de los Cien Años, a pesar de la sucesiva desaparición de sus aliados, los Braquemont y Luis de Orleans.
La ciudad de Sedán se desarrolló en torno a la fortaleza construida por Evrard III de La Marck a lo largo de la década de 1430. 
El lema de la ciudad de Sedán es UNDIQUE ROBUR, que era la divisa de los señores de La Marck y significa «fuerza de todas partes».

### Edad Moderna
Los sucesores de Evrard III de La Marck agrandaron considerablemente la fortaleza, sobre todo bajo las directrices de los arquitectos Jean Errard y Marc-Aurèle Pazin. En el siglo XVI, se le añaden baluartes y llega a ocupar cerca de 35 000 m². Es una fortaleza formidable y considerada inexpugnable.
Entre 1547 y 1549, Roberto IV de La Marck, señor de Sedán, que unos diez años antes había escrito el primer libro de costumbres de la ciudad, es reconocido como soberano por el rey de Francia,  Enrique II. La amante del rey, Diana de Poitiers, es su suegra. La plaza fuerte de Sedán se encuentra de facto bajo el protectorado de los reyes de Francia, contra cuyos intereses no puede tomar partido.
Al principio de las Guerras de Religión, Enrique Roberto de La Marck y su esposa, Francisca de Borbón se convierten al protestantismo. Ya entonces habían acogido en su señorío a los protestantes perseguidos y, muy pronto, el señorío de Sedán se convetirá en un refugio de paz al margen de los desórdenes. La ciudad, cuya población se duplica en unos decenios, recibe el calificativo de «Pequeña Ginebra». Acoge a intelectuales, abogados, artesanos, todos los cuales son fuente de prosperidad para ella.
A finales de la década de 1570, los príncipes de Sedán acuñan su propia moneda, al principio con la efigie de Guillermo Roberto de La Marck y controlan una manufactura de armas. 
Por entonces se funda un colegio de humanidades que constituye la primera piedra de una academia protestante que se fundará unos veinte años después.
En 1594 muere Carlota de La Marck, última descendiente de la rama primogénita de los La Marck de Sedán. La sucede a la cabeza del principado su marido, Enrique de la Tour d’Aubergne, apoyado por  Enrique IV  en persona, a pesar de la fuerte oposición del tío de Carlota, Carlos Roberto de La Marck. El príncipe de Sedán vuelve a casarse en 1595 con Isabel de Nassau, hija de  Guillermo I de Orange y adquiere así el título de duque de Nassau. Constructor entusiasta, este príncipe amplió la ciudad y sus fortificaciones.
De la unión de Enrique de la Tour d’Aubergne y de Isabel de Nassau nacen el último príncipe de Sedán,  Federico Mauricio de La Tour d’Aubergne  y el célebre mariscal de Francia  Enrique de La Tour d’Aubergne-Bouillon. 
La protestante Academia de Sedán abre sus puertas a los estudiantes entre 1599 y 1602. Atrae a famosos profesores y a estudiantes procedentes de todos los rincones de Francia y de Europa. Bajo la autoridad de Daniel Tilenus y, sobre todo, de Pierre Du Moulin, se erige en bastión de la ortodoxia frente a la Academia de Saumur, más liberal. Los dos campos se enfrentan en numerosas querellas. 
En 1611, Jean Jannon es impresor oficial del príncipe y de la Academia. Inventa un tipo de letra muy fino, atribuido a veces, erróneamente, a Claude Garamond. Fue también en Sedán donde Bernard de Palissy inventó el procedimiento de fabricación de sus esmaltes. Los relojeros Forfaict participaron en esta época de prosperidad. Asimismo, los encajes de Sedán eran muy solicitados.
Los sucesivos príncipes amplían las fortificaciones urbanas de Sedán. La ciudad dispone así de una red impresionante de  hornabeques y  baluartes, que forman una barrera en la frontera oriental del reino de Francia.
En 1642, de resultas de una conspiración instigada por el  marqués de Cinq-Mars, el príncipe Federico Mauricio, que se había convertido al  catolicismo y que en 1641 había vencido en la batalla de La Marfée al ejército francés, es apresado y encerrado en una prisión cerca de Lyon. Su mujer amenaza con abrir Sedán a los españoles, con lo que logra mejores condiciones para su marido. El príncipe acepta ceder su principado a Francia y será liberado en 1644.
A fines de septiembre de 1642 entra en la ciudad el gobernador Fabert, precedido por  Mazarino. Además de tener que establecer las condiciones necesarias para incorporar el principado a Francia, Fabert tiene que lograr a medio plazo la conversión del conjunto de la población protestante de Sedán. Para ello se apoya en los capuchinos y los  paúles. Más adelante, en 1663, se instalan también en Sedán los  jesuitas, que incluso abren un colegio. 
Entretanto, en el arrabal de la Cassine, a las puertas de la ciudad hacia el oeste, se abre una manufactura real de paños, Dijonval.
Un tercio de la población de la ciudad sigue siendo protestante en 1662, año de la muerte de Fabert. Su sucesor, Georges Guiscard, conde de La Bourlie, sigue intentando convertirlos. La «reducción de los hugonotes» emprendida por el poder real se acelera y lleva primero al cierre de las instituciones educativas de los hugonotes (la prestigiosa universidad o Academia de Sedan) en 1681 y posteriormente, en 1685, a la  revocación del Edicto de Nantes. Como en el resto de Francia, los protestantes de Sedán son obligados a convertirse, pero algunos prefieren tomar la arriesgada senda del exilio, que los llevará principalmente a las  Provincias Unidas y, sobre todo, a la ciudad de Maastricht.

### Edad Contemporánea
Durante la Guerra Franco-Prusiana, el 2 de septiembre de 1870 el emperador francés Napoleón III fue hecho prisionero con 100.000 de sus soldados en la Batalla de Sedán.
Gracias a esta trascendente victoria, que hizo posible el Segundo Reich alemán, el 2 de septiembre fue declarado "Día de Sedán" (Sedantag) y fiesta nacional alemana en 1871. Continuó siéndolo hasta 1919.
Durante la II Guerra Mundial las tropas alemanas invadieron primero la neutral Bélgica y cruzaron el río Mosa por Sedán el 13 de mayo de 1940. Esto les permitió rodear el sistema de fortificación francés, la Línea Maginot. La ciudad permanecería en poder alemán hasta el 6 de septiembre de 1944.

## Castillo

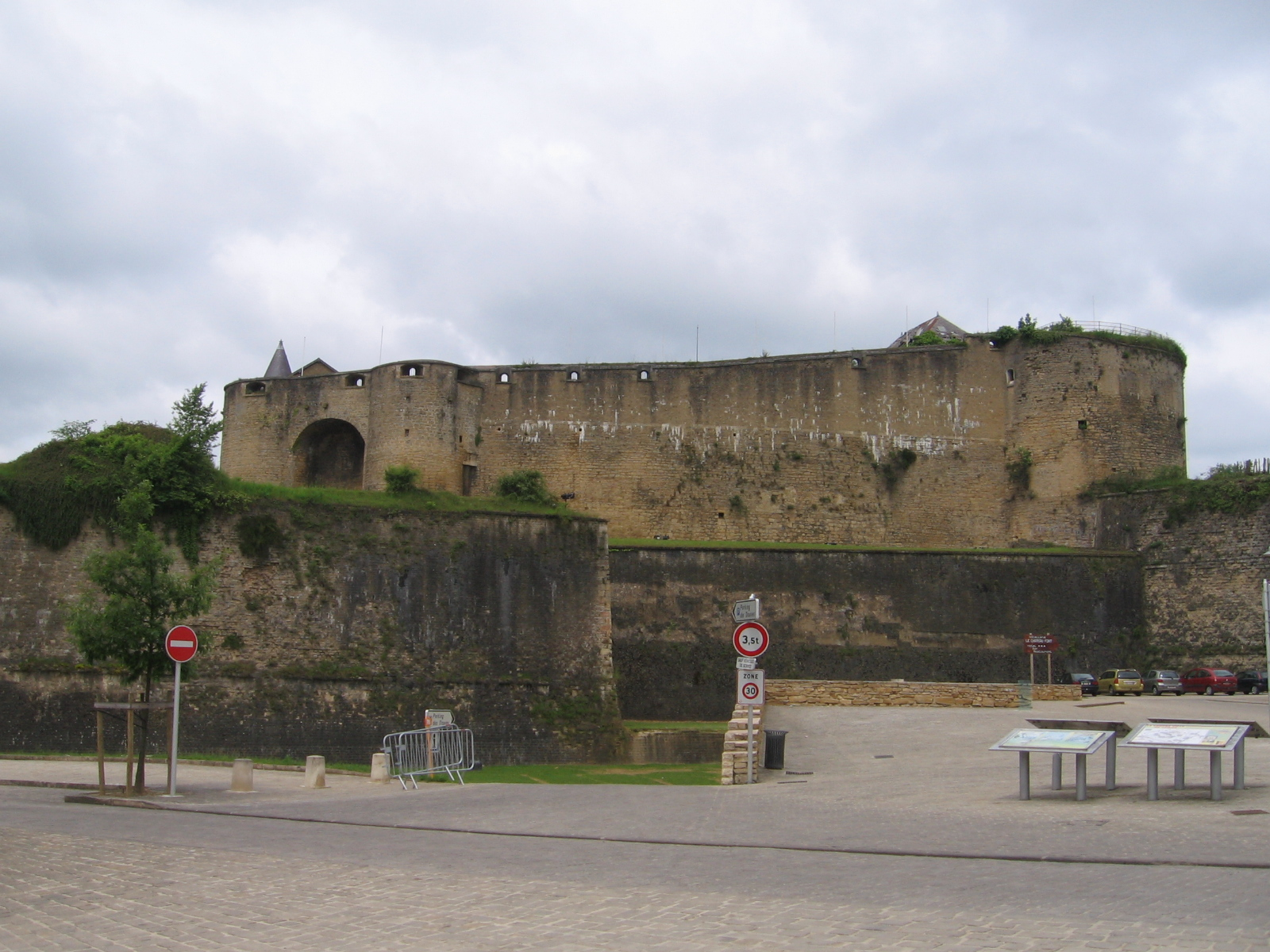
Castillo en Sedán.

Hoy Sedán es conocida por su castillo, considerado el mayor castillo medieval de Europa con una superficie total de 30.000 m² en siete niveles. Es lo único que queda de las enormes fortificaciones que rodeaban la ciudad.
Su construcción comenzó en 1424 y sus defensas fueron continuamente mejoradas a lo largo de los años.

## Personalidades
Sedán fue el lugar de nacimiento de:
- Enrique de la Tour de Auvergne-Bouillon (Turenne) (1611-1675), mariscal de Francia.
- Étienne-Jacques-Joseph-Alexandre MacDonald (1765?1840), mariscal de Francia.
- Charles Baudin (1792-1854), almirante
- René Guyon (1876-1963), jurista
- Yves Congar (1904-1995), teólogo católico
- Yannick Noah (nacido en 1960), jugador profesional de tenis
- Benjamin Lemaire (nacido en 1985), actor y director de cine

## Ciudades hermanadas
- Eisenach,  Alemania, desde 1991